# Guillermo Ortiz Mondragón
Guillermo Rodrigo Teodoro Ortíz Mondragón (ur. 13 marca 1947 w Toluca, zm. 14 września 2021 w Cuautitlán Izcalli) – meksykański duchowny katolicki, biskup Cuautitlán w latach 2005–2021.

## Życiorys
Święcenia kapłańskie przyjął 5 czerwca 1976. W 1987 otrzymał tytuł licencjata z psychologii na rzymskim Papieskim Uniwersytecie Salezjańskim. Był m.in. rektorem Seminarium Duchownego Meksyku.
29 stycznia 2000 roku został mianowany przez papieża Jana Pawła II biskupem pomocniczym archidiecezji meksykańskiej ze stolicą tytularną Nova Barbara. Sakry biskupiej udzielił mu 4 marca tegoż roku kard. Norberto Rivera Carrera.
19 października 2005 został biskupem diecezjalnym Cuautitlán. 23 listopada tegoż roku objął rządy w diecezji.